# Miika Hietanen
Miika Hietanen (né le 27 janvier 1968 à Helsinki) est un ancien coureur cycliste finlandais.

## Palmarès sur route
- 1986
  - Champion des Pays nordiques du contre-la-montre par équipes juniors[n 1]
  - 2e du championnat des Pays nordiques sur route juniors
  - 2e du championnat de Finlande sur route juniors
- 1991
  - 4e étape des Trois Jours de Cherbourg
  - 3e de la Flèche du port d'Anvers
- 1992
  - Grand Prix des Marbriers
  - 6e étape du Circuit franco-belge
  - 4e étape du Tour Nivernais Morvan
  - 2e du Tour du Béarn
  - 2e du Circuit du Pévèle
  - 3e de l'Internatie Reningelst
  - 3e du Grand Prix d'Oradour-sur-Vayres
  - 3e du Grand Prix de l'Équipe et du CV 19e
- 1993
  - Circuit de Saône-et-Loire :
    - Classement général
    - 1re étape

  - 6e étape du Circuit franco-belge
  - 3e du Tour de Moselle
  - 3e des Trois Jours de Cherbourg
  - 3e du Circuit franco-belge
- 1994
  -  Champion de Finlande du contre-la-montre
  - Soissons-Beaurains
  - 2e et 4e étapes du Tour de Moselle
  - 1re étape des Trois Jours de Cherbourg
  - Tour de Seine-et-Marne :
    - Classement général
    - 1re étape

  - Tour du Caudrésis
  - 2e du championnat de Finlande sur route
  - 3e de Paris-Épernay
  - 3e du Trophée Mavic
- 1995
  - Circuit de Getxo
  - 2e du championnat de Finlande sur route
- 1997
  -  Champion de Finlande sur route
  -  Champion de Finlande du contre-la-montre
- 1998
  -  Champion de Finlande du contre-la-montre
  - Grand Prix d'Ouverture de Lorraine
  - Ronde de l'Oise :
    - Classement général
    - 1re et 3e étapes

  - 3e étape du Tour de la Somme
  - Tour de Seine-et-Marne
  - 2e du Grand Prix de Lys-lès-Lannoy
  - 2e du Tour de la Creuse
  - 3e du championnat de Finlande sur route
  - 3e du Grand Prix de Preux-aux-Bois
- 1999
  -  Champion de Finlande sur route
  -  Champion de Finlande du contre-la-montre
  - 5e étape du Tour du Loir-et-Cher
- 2000
  - Tour du Charolais
  - Paris-Chauny
  - Paris-Vailly
  - Boucles de l'Austreberthe
  - 2e de Paris-Ézy
  - 2e du Grand Prix de Vougy
  - 2e de Paris-Laon
  - 3e des Boucles du Canton de Picquigny
  - 3e de Paris-Rouen
  - 3e du Tour Nivernais Morvan
- 2001
  - 3e étape du Tour Nord-Isère
  - 4e étape du Tour Nivernais Morvan
  - 2e du Prix du Conseil Général du Val-d'Oise
  - 2e des Boucles de l'Eure
  - 3e du Tour Nivernais Morvan
- 2002
  - Prix du Conseil Général du Val-d'Oise
  - La Durtorccha
  - 3e du Grand Prix des Flandres françaises
  - 3e du Circuit du Port de Dunkerque
- 2003
  - 2e du Grand Prix Cristal Energie

## Palmarès sur piste

### Championnats de Finlande
- 1988
  -  Champion de Finlande de la course aux points
  -  Champion de Finlande de poursuite par équipes (avec Jari Lähde (fi), Jyrki Terävuo et Vesa Mattila)
- 1989
  -  Champion de Finlande de poursuite par équipes (avec Jari Lähde (fi), Jyrki Terävuo)